# Blitz Brigade
Blitz Brigade è stato un videogioco sparatutto in prima persona multigiocatore sviluppato e pubblicato dalla Gameloft e uscito il 9 maggio 2013 per iOS, Android e Windows.

## Modalità di gioco
Blitz Brigade è uno sparatutto in prima persona a squadre online, con due modalità: multigiocatore e addestramento. Il giocatore può giocare come soldato dell'Asse o degli Alleati. La modalità addestramento è una modalità online a giocatore singolo con 120 missioni sbloccabili. La modalità multigiocatore permette di scegliere tra deathmatch e dominio (cattura), su 5 mappe diverse. Un aggiornamento ha aggiunto la modalità di gioco, sempre in multigiocatore, cattura la bandiera. Il giocatore può vestire i panni di una delle sei classi sbloccabili. Sono presenti due valute di gioco diverse e si possono acquistare armi nuove.

## Accoglienza
Eric Ford di Touch Arcade diede a Blitz Brigade 3.5/5, descrivendolo come divertente, ma facendo presente la scarsità di modalità di gioco e la presenza di contenuto freemium. Rob Rich di Gamezebo descrive il gioco come bello esteticamente e con elementi per essere un ottimo sparatutto in prima persona online per dispositivi mobili, tuttavia ne critica la stabilità dei server, requisito essenziale per una buona esperienza di gioco. Jon Mundy di Pocket Gamer diede al gioco 7/10, facendo notare la presenza di una base per un ottimo sparatutto in prima persona online, ma criticandone l'aspetto freemium e la stabilità della connessione. Andrew Stevens di 148Apps diede al gioco una valutazione di 4/5, descrivendo il gameplay come divertente e fluido, ma con poco contenuto. Scott Nichols di Digital Spy diede al gioco 2/5, lodandone il gameplay basato sulle classi e lo stile artistico cartoonesco, ma criticandone la pessima connessione e i requisiti di sblocco eccessivi. Ford, Mundy e Nichols fecero notare che lo stile artistico è simile a quello di Team Fortress 2.